# One Night Only (WWF)
One Night Only è stato un evento in pay-per-view di wrestling organizzato dalla World Wrestling Federation. L'evento si è svolto il 20 settembre 1997 alla NEC Arena di Birmingham (Inghilterra).
Fu trasmesso in pay-per-view in Canada e in Europa e successivamente fu venduto in VHS negli Stati Uniti.

## Risultati
| # | Risultati                                                                 | Stipulazioni                                         | Durata |
| - | ------------------------------------------------------------------------- | ---------------------------------------------------- | ------ |
| 1 | Hunter Hearst Helmsley (con Chyna) ha sconfitto Dude Love                 | Single match                                         | 11:06  |
| 2 | Tiger Ali Singh (con Tiger Jeet Singh) ha sconfitto Leif Cassidy          | Single match                                         | 04:10  |
| 3 | The Headbangers (c) hanno sconfitto Savio Vega e Miguel Pérez Jr.         | Tag team match match per i WWF Tag Team Championship | 14:07  |
| 4 | The Patriot ha sconfitto Flash Funk                                       | Single match                                         | 09:31  |
| 5 | The Legion of Doom hanno sconfitto Henry O. Godwinn e Phineas I. Godwinn) | Tag team match                                       | 11:34  |
| 6 | Vader ha sconfitto Owen Hart                                              | Single match                                         | 14:21  |
| 7 | Bret Hart (c) ha sconfitto The Undertaker per squalifica                  | Single match per il WWF Championship                 | 28:35  |
| 8 | Shawn Michaels (con Rick Rude) ha sconfitto The British Bulldog (c)       | Single match per il WWF European Championship        | 22:53  |